# Mírové síly OSN

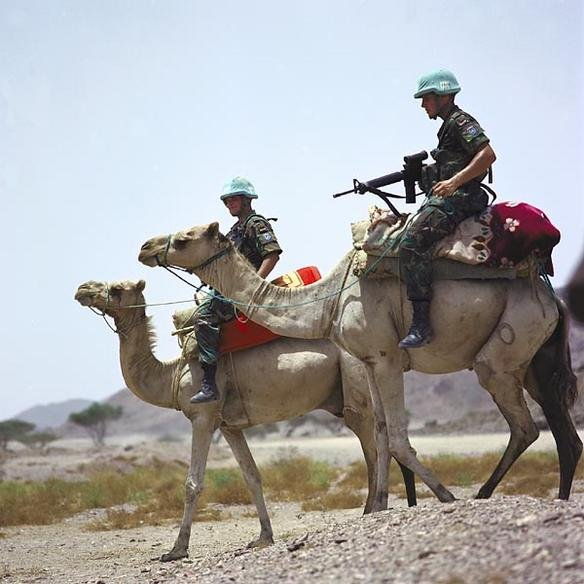
Vojáci OSN v Eritreji

Mírové síly OSN, neformálně též zvané modré přilby nebo modré barety, jsou ozbrojené síly, které na základě mandátu a pod vedením Organizace spojených národů (OSN) usilují o udržení míru (anglicky peacekeeping) v regionech, kde hrozí propuknutí ozbrojeného konfliktu. Udržování míru je dle definice OSN „cesta, kterou se dá pomoci zemím rozvrácených konfliktem dosáhnout podmínek pro udržitelný mír“. Mírové síly OSN jsou nositeli Nobelovy ceny míru za rok 1988.
Mírové síly mají za úkol po ukončení konfliktu monitorovat mírové procesy v zasažených zemích a pomáhat interesovaným stranám uvádět v platnost mírové dohody, které spolu sepsaly. Toto snažení může mít několik rovin, která zahrnuje vojenské i civilní oblasti, jako je udržení pořádku, zavedení a vymáhání práva, volební asistence a poválečná obnova.
Použít sílu smějí modré přilby pouze v sebeobraně. Tyto oddíly obvykle působí na daném území se souhlasem všech stran sporu. Peacekeeping není zvlášť definován v Chartě OSN. Jeho pole působnosti vychází zejména z kapitol VI a VII Charty OSN „Akce při ohrožení míru, porušení míru a činech útočných“. Armáda OSN však zatím nedisponuje stálou armádou nebo ozbrojenými složkami, a zatím se musí spoléhat na jednotlivé členské státy zda OSN vojenský personál přidělí či nikoliv. Armádní rozpočet OSN navyšují státy, neziskové organizace i někteří jednotlivci pomocí darů, mezi některé z organizací patří například Amnesty International.

## Historie

### První generace
Pokud bychom se chtěli podívat po vojenských misích určené k tomu, aby se udržel mír, mohli bychom jít až ke Krymské válce. Nicméně vzhledem k tomu, že účast na těchto akcích byla často podmíněna spíše národními zájmy než snahou o mír, je optimální variantou začít historii mírových misí popisovat až v období od ukončení druhé světové války.
V období dekolonizace vznikala spousta nových států s klientskými vazbami na obě supervelmoci, které si musely definovat vlastní hranice a vztahy mezi sebou.
Úkolem OSN tedy bylo primárně pomoci válčícím stranám usednout k jednacímu stolu, dospět k dohodě a následně dané dohody monitorovat, a tak zabránit další možné eskalaci konfliktu, která by mohla mít globální dopad v podobě angažování supervelmocí.
Skupinu OSN pro dohled nad příměřím (UNTSO), která byla založena roku 1948 aby dohlížela na příměří mezi Izraelem a arabskými státy lze považovat za počátek mírových činností OSN.
O rok později byla vyslána další Vojenská pozorovatelská skupina OSN do Indie a Pákistánu (UNMOGIP), aby tam dohlížela na příměří.
Roku 1950 byla díky demonstrativní neúčasti sovětského zástupce na jednání rady bezpečnosti OSN vypravena další mise OSN, tentokrát pod vedením USA, která měla za úkol se vypořádat s invazí komunistických sil do Koreje.
Nicméně první klasická mírová mise byla vypravena až roku 1956, kdy Kanadský diplomat a pozdější první ministr Lester Bowles Pearson navrhl vyslat jednotky OSN do Suezského průplavu, aby dohlížely na dodržení mírových dohod mezi válčícími stranami. Stejně jako v předchozích misích byly „síly OSN“ složeny z jednotek poskytnutých členskými státy. Můžeme se zde poprvé setkat s modrými přilbami a bílými vozy, které jsou charakteristickým znakem mírových jednotek OSN do dneška.
Mírové operace do roku 1991, s výjimkou Konga (ONUC 1960–1964) dle Pearson Peackeeping Centre vykazovaly tyto společné znaky:
- Kdo[3]
  - Státní aktéři
  - Představitelé mají monopol na ozbrojené síly nad vlastním územím
  - Pravidelné uniformované jednotky
  - Neozbrojené či lehce ozbrojené mírové síly
  - Převažuje vojenský personál v misích OSN
- Co
  - Konsensuální operace (dle článku 6)
  - Konflikty vysoké intenzity v rámci krátkého časového období (jako Suez)
- Kdy
  - Po zahájení příměří
  - Poté, co se válčící strany dohodnou či požádají o asistenci OSN
- Kde
  - Teritoria dvou a více státu
  - Definovaná válčiště
- Proč
  - Implementace dohodnutých mírových podmínek
  - Konečné dohody mohou být stále projednávány
  - Jednotlivé strany mají vůli se účastnit mírového procesu
- Průběh konfliktu
  - Jednotlivé strany respektují válečné a mezinárodní právo
  - Síly OSN jsou vnímány jako neutrální strana.

Síly OSN, tedy zde působily jako pouhý intermediátor mezi jednotlivými státy. Mise jako taková se tudíž měla zabývat pouze vojenskými záležitostmi a pro její úspěch bylo hlavní si udržet nestrannost, což vyžaduje přílišně nezasahovat do politických rozhodnutí jednotlivých státních aktérů a rozhodně neintervenovat vojensky v zájmu jednotlivé strany. Použití zbraní bylo určené především pro vlastní obranu.

### Druhá generace
Optimismus mezi členy rady bezpečnosti, který se objevil po ukončení studené války, umožnil OSN vyhlásit nové mírové mise, které měly daleko komplexnější zadání než mise předchozích let. Často se jednalo o implementování mírových dohod v dlouhodobých mezistátních a civilních konfliktech a dohled nad průběhem prvních voleb a prosazování zákona v daných oblastech.
První mise druhé generace vypravené ještě v období perestrojky se uskutečnily mezi rokem 1988 a 1992 v Jihozápadní Africe a Střední Americe.
Jejich povinností kromě dohledu nad dodržením mírových smluv a stažením cizích vojsk byly také další úkoly jako odzbrojování, civilní kontrola a identifikace původce konfliktu.
Úspěch těchto misí vedlo Generálního tajemníka OSN Boutrose Boutrose Ghali k sepsání reportu pod názvem Agenda pro mír, který navrhoval rozšíření působnosti OSN v těchto oblastech:
- Preventivní diplomacie
- Peace making (Tj. aktivní ukončení konfliktu)
- Peace keeping (monitorování dohod)
- Peace building (Vytvoření civilních struktur a institucí nutných k udržení míru)

Nové rozšíření působnosti misí OSN vedlo také k nárůstu rozpočtu těchto misí a také personálu, obzvláště civilního, jak je vidět v následující tabulce:
|                                   | Leden 1988     | Prosinec 1993   | Leden 1996     | Leden 1999    | Prosinec 2001 | Listopad 2005  |
| --------------------------------- | -------------- | --------------- | -------------- | ------------- | ------------- | -------------- |
| Počet aktivních misí              | 5              | 17              | 16             | 15            | 15            | 16             |
| Počet států přispívajících vojáky | 26             | 76              | 71             | 86            | 90            | 107            |
| Vojenský personál                 | 9 570          | 76 393          | 26 251         | 9 124         | 39 500        | 70 015         |
| Civilní policejní personál        | 35             | 2 130           | 1 139          | 2 222         | 7 500         | 4 582          |
| Roční rozpočet                    | $ 0,23 miliard | $ 3, 61 miliard | $ 1,40 miliard | $ 1,0 miliard | $ 2,5 miliard | $ 5,03 miliard |

### Třetí generace

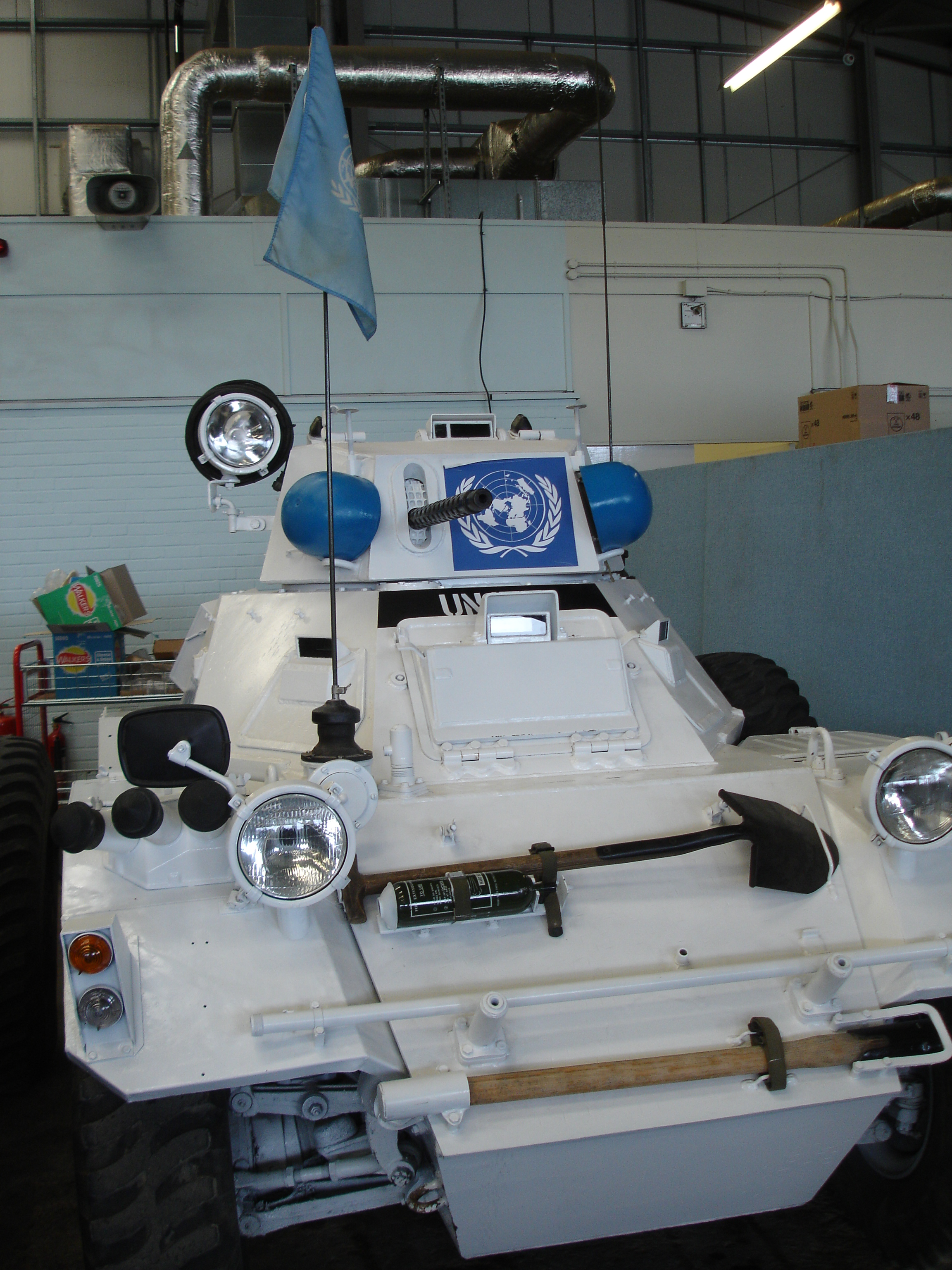
Vozidlo OSN Daimler Ferret v Bovingtonském Tankovém muzeu

Ačkoliv očekávání členských států ohledně mírového působení OSN zůstalo neobyčejně vysoké, zdroje poskytnuté na splnění těchto očekávání zůstaly neadekvátní a nepochopení nové podstaty konfliktů vedlo k četným tragédiím, jak lze ilustrovat příklad kanadského generálporučíka Romea Dallaira ve Rwandě, který přesto, že věděl několik měsíců dopředu o plánované genocidě Tutsiů rukama Hutů, musel se zdržet jakékoliv akce, aby neporušil „monitorovací“ mandát, který byl dán OSN radou bezpečnosti. Tato politika je zcela neadekvátní v případě občanské války, kde jednotlivé strany páchají zločiny proti lidskosti, jako ve Rwandě v Somálsku a v Bosně, a tudíž zde OSN měla vystupovat spíše v roli policisty než jako neutrální aktér.
Pro přehled: konflikty, kterými se musí OSN zabývat po roce 1991, mají tyto společné znaky:
- Kdo[3]
  - Nestátní aktéři
  - Nestátní bojující s přístupem k zásobám ručních zbraní
  - Slabé státy nedisponující monopolem ozbrojeného násilí
  - Ozbrojené jednotky OSN a stále častější intervence regionálních uskupení (NATO)
  - Nepravidelné, neuniformované jednotky
- Co
  - „Mírotvorné“ operace tj. nastolení míru na daném území, ne pouhé udržení
  - Dlouhodobě trvající konflikty s nízkou intenzitou
  - Integrované, hybridní operace
- Kdy
  - Konflikt stále probíhá, civilní obyvatelstvo je cílem útoků
  - Někteří, nebo všichni účastníci konfliktu odmítají jakékoliv vměšování OSN
- Kde
  - Teritorium jediného státu (26 z 28 probíhajících konfliktů)
  - Občanská válka zahrnující všechny segmenty společnosti
- Proč
  - Použití síly k ukončení násilí, ochrana civilního obyvatelstva
  - Intervence také odpovědná za přechod k mírovému stavu a za hospodářskou obnovu
  - Jednotlivé strany často postrádají vůli či politické schopnosti potřebné k tomu, aby sami ukončily konflikt
- Jak
  - Bojující jsou často váleční zločinci
  - Personál UN častým terčem útoků
  - Nestrannost, neutralita humanitární/mírové mise zpochybňována

V důsledku neschopnosti OSN zamezit genocidám ve Rwandě a v Bosně a kvůli neúspěchu amerického výsadku v Somálsku (později zfilmovaný jako Černý jestřáb sestřelen) se část mírotvorných misí přesunula na „koalice ochotných“ většinou z řad regionálních uskupení jako NATO, EU či Africká unie, které měly silnější mandát a politickou podporu pro prosazení kroků nutných k zamezení eskalace násilí v oblastech se stále probíhajícím konfliktem. Toto řešení ač kontroverzní je akceptováno OSN, v příručce pro mírové operace (Handbook on UN PKOs) se uvádí, že “V polovině devadesátých let, po zkušenosti z bývalé Jugoslávie, Somálska a Rwandy začalo být jasné, že nelze udržet mír tam, kde žádný není. Za těchto okolností se Rada bezpečnosti rozhodla, že je moudřejší založit „koalici ochotných“ vedenou vůdčím státem, která má jak politickou vůli, tak vojenské schopnosti ukončit konflikt všemi nutnými prostředky. Tyto intervence ač schválené radou bezpečnosti nejsou pod přímým velením OSN.“
Koncem 90. let se vedla rozsáhlá debata ohledně způsobu jak zabránit podobným katastrofám, jako ve Srebrenici a ve Rwandě a výsledkem těchto úvah byl Brahimiho Report z roku 1999, kde se uvádí 50 doporučení jak reformovat OSN a její mírové mise.
Alespoň dle manuálu pro mírové operace OSN (Handbook on UN PKOs) lze tvrdit, že daná doporučení jsou částečně naplňována, nicméně stále se objevuje několik strukturálních problémů, které podkopávají schopnost OSN účinně řešit probíhající konflikty.
Nejdůležitější je způsob financování. Přesto, že mírové mise OSN jsou v nynější době asi nejviditelnějším prvkem toho, co organizace dělá, stále nejsou vedeny jako mandatorní výdaje v dvouročním rozpočtu, ale jsou ad hoc operace, objektem každoročního schvalování. Stejně tak OSN nedisponuje žádnými vlastními jednotkami, po kterých by sáhla v případě konfliktu. Zdržení způsobené negociacemi ohledně nalezení zdrojů mohou mít katastrofické důsledky. Evropská unie nyní sice vytvořila vlastní společné síly, které by se měly účastnit mezinárodních operací (Eurocorps) nicméně dá se polemizovat, zda tyto síly mají za úkol skutečně zvýšit akceschopnost OSN či spíše Evropské unie.
Další problém je nedostatek lidí a materiálu: OSN uvádí, že k říjnu 2007 bylo v mírových operacích po celém světě dislokováno 70 000 vojáků a nějakých 30 000 civilistů Z toho je skoro polovina z Pákistánu, Indie a Bangladéše.

Aktuální mírové mise k březnu

Mírové operace v Dárfúru a v Čadu by odhadem měly zahrnovat dalších 26 000 vojáků Africké unie a 4000 EU a lze očekávat, že počty mírových operací budou narůstat, takže se lze oprávněně ptát, kde se za chvíli budou tyto jednotky brát.
Vysoké kontribuce rozvojových zemí nejsou příliš překvapující vzhledem k tomu, že OSN platí 1000 dolarů za vojáka na měsíc nicméně stejný důvod paradoxně vede vyspělé státy ke snižovány své účasti na mírových misích. Nadstandardní vybavení je totiž dobrovolnou kontribucí státu, která se nehradí rozpočtem OSN a nutno dodat, že za standardní vybavení je stále považován s trochou nadsázky pouze dalekohled, samopal a uniforma.
To sice není úplně špatně, jelikož např. k monitoringu voleb nepotřebujete stealth bombardér nebo atomovou ponorku, nicméně článek Tools of the trade, Dr. A. Waltera Dorna uvádí, že i takové nástroje jako videokamera či pohybový senzor jsou pro jednotky OSN nestandardní záležitostí o vesmírných technologiích a satelitním pozorování ani nemluvě. Nelze se pak příliš divit, že se vyspělé státy zdráhají posílat bez toho co považují za základní vybavení vojáky do akce, zvláště ve chvíli, kdy se jejich Armády neustále zeštíhlují a čím dál tím víc se spoléhají na technologie.